# Österbottniska

Svenska dialekter i Finland.

Österbottniska är ett samlingsnamn på de finlandssvenska dialekter som talas i svenska Österbotten. Österbottniskan brukar delas upp i nordösterbottniska, mellanösterbottniska och sydösterbottniska. Dessa varianter är inte alltid helt förståeliga för varandra.

## Varianter
- Nordösterbottniska talas i kommunerna Karleby, Larsmo, Kronoby, Jakobstad, Pedersöre och Nykarleby.
- Mellanösterbottniska talas i kommunerna Vörå, Korsholm och Vasa.
- Sydösterbottniska talas i kommunerna Malax, Korsnäs, Närpes, Kaskö och Kristinestad. Tidigare talades även svenska i Sastmola och Björneborg i angränsande landskapet Satakunta, som språkligt anknöt sig till södra Österbotten.[2]

## Prosodi
Alla österbottniska dialekter skiljer mellan kort och lång stavelse i flerstaviga ord, men bevarad kortstavighet i enstaviga ord finns enbart i dialekterna från Maxmo och norrut i mellersta Österbotten, med undantag av dialekten i Munsala i norra Österbotten som inte har enstaviga kortstavingar. I dessa dialekter skiljs t.ex. låk ’(gryt)lock’ från låkk ’(hår)lock’ enbart genom konsonantlängden. Från Kvevlax och söderut (inklusive Munsala) har i stället vokalen förlängts i enstavingar, lå:k eller låok. Norr om Korsholm i mellersta Österbotten finns även så kallad bevarad överlängd. Överlängden uppträder främst i böjningar av ord, t.ex. i blå:tt ’blått’ eller bo:dd ’bodde’, med lång vokal följt av lång konsonant.

## Genus
Precis som många andra dialekter har österbottniskan tre genus. Beroende på talsituationen kan neutrum i Närpesdialekten bland annat vara pejoriserande (nedsättande) eller vara ett tecken på att närmare kunskap om den omtalade saknas eller ange intimitet; det kan också antyda, att könet i sammanhanget är ointressant eller att det är fråga om ett barn. Alltså har man särskilt i Närpesdialekten rikare möjligheter – än i många andra svenska dialekter – att använda genus för att modifiera betydelsen.

## Språkprov
Närpesdialekt inspelat 1982 av Ann-Marie Ivars (se fil för transkription).
Vörådialekt inspelat 1962 av Inga-Britt Donner.